# 한국기술신용평가
한국기술신용평가 주식회사(Korea Technology Credit Bureau; KTCB)는 대한민국의 기술신용평가 기관이다.

## 사업
금융기관들의 투자 및 융자 의사결정 지원, 정교한 기술평가와 신용평가 서비스를 제공한다. 기술특허에 대한 데이터베이스를 보유하고 있다.

## 역사
2020년 7월 7일에 2020년 개정된 신용정보의 이용 및 보호에 관한 법률 시행령에 따라 기술신용평가 업무만을 전문으로 하는 기관으로 설립되었다.
2021년 10월 금융당국의 인허가를 받았다.

## 주주
위즈도메인이 지분의 40.9%를 보유하고 있다

## 같이 보기
- 나이스평가정보
- SCI평가정보
- 이크레더블
- 나이스디앤비
- 한국평가데이터
- 코리아크레딧뷰로